# Die Diamentenkonkurrenz
Die Diamentenkonkurrenz è un film muto del 1921 prodotto e diretto da Trude Santen, un'attrice e produttrice qui alla sua prima regia.

## Produzione
Il film fu prodotto da Trude Santen per la Tesa-Film GmbH.

## Distribuzione
Ottenne il visto di censura il 26 settembre 1921.